# بلال بوطوبة
بلال بوطوبة (بالفرنسية: Bilal Boutobba)‏ (29 أغسطس 1998 بمارسيليا في فرنسا - ) هو لاعب كرة قدم فرنسي وجزائري في مركز الوسط. شارك مع منتخب فرنسا تحت 17 سنة لكرة القدم ومنتخب فرنسا تحت 18 سنة لكرة القدم. أما مع النوادي، فقد لعب مع أولمبيك مارسيليا.

## وصلات خارجية
- بلال بوطوبة على موقع الاتحاد الدولي (مؤرشف)  (الإنجليزية)
- بلال بوطوبة على موقع الاتحاد الأوربي (الإنجليزية)
- بلال بوطوبة على موقع رابطة كرة القدم الفرنسية للمحترفين (الإنجليزية)
- بلال بوطوبة على موقع قاعدة بيانات كرة القدم.إي يو (الإنجليزية)
- بلال بوطوبة على موقع ليكيب (الفرنسية)
- بلال بوطوبة على موقع Soccerway.com (الإنجليزية)
- بلال بوطوبة على موقع AS.com (الإسبانية)